# Alció del paradís capbrú
L'alció del paradís capbrú (Tanysiptera danae) és una espècie d'ocell de la família dels alcedínids (Alcedinidae) que habita els boscos del sud-est de Nova Guinea. S'alimenta principalment d'insectes, que captura a terra.

## Descripció
L'alció del paradís capbrú té una longitud de 23 cm, excloent-hi les serpentines que són de fins a 9 cm. Pesa entre 37 i 50 grams. Els sexes són iguals. El cap, el mantell i les escapulars són d'un càlid marró. El dors, el pit i el ventre són de color rosa. Les plomes de vol són negres i les cobertores més grosses són de color blau brillant. La cua és de color blau pur, el bec és de color vermell i les cames i els peus són de color rosa o taronja.

## Hàbitat i distribució
L'alció del paradís capbrú es distribueix per les zones forestals profundes de l'Extrem Orient de Nova Guinea. Habita principalment els boscos de contraforts i es produeix principalment en boscos primaris densos. L'altitud oscil·la entre 300 i 1000 metres verticals. L'alció del paradís comú (Tanysiptera galatea) també es troba a la mateixa àrea de distribució. Normalment, l'alció del paradís capbrú es troba a altituds més altes que l'alció del paradís comú. No obstant això, a la regió al voltant de Popondetta, la capital de la província d'Oro de Papua Nova Guinea al sud -est de l'illa, ambdues espècies es troben a altituds de 150 metres. L'alció del paradís capbrú es pot observar aquí amb més freqüència que l'alció del paradís comú.

## Taxonomia i etimologia
La primera descripció formal de l'alció del paradís capbrú va ser de l'ornitòleg anglès Richard Bowdler Sharpe el 1880 a partir d'exemplars recollits a prop de la badia de Milne, al sud-est de Nova Guinea. Va encunyar el nom binomial actual Tanysiptera danae. El 1825, Nicholas Aylward Vigors va introduir el gènere Tanysiptera per al jacamar cuallarg (Galbula dea, Linnaeus, 1758). Aquest nom es compon de les paraules gregues «tany-, teinō τανυ, τεινω» que significa “llarga, estirada” i «pteron, πτερον» per a “ploma”. L'epítet «danae» es refereix probablement a "Danaë", filla d'Acrísios. Com que també hi havia altres Danaës en la mitologia grega i Sharpe no va proporcionar una explicació exacta del nom, no es pot excloure que tingués al cap Danaë, filla de Neoptòlem, o Danaë, filla de Leòntion.
L’espècie és monotípica.